# Cleopatra la médica
Cleopatra la médica (griego: Κλεοπάτρα; finales siglo I) fue una escritora médica griega y autora de un manual titulado Cosméticos. Se conservan seis fragmentos de su obra Cosméticos, que fueron citados por escritores médicos posteriores.

## Identidad y fecha
La obra de Cleopatra se conoce por seis fragmentos de sus escritos, probablemente todos de su obra Cosméticos. Cuatro de estos fragmentos son citados por el médico Galeno entre los siglos II y III d. C., y los otros dos, por los médicos bizantinos Aecio de Amida y Paulo de Egina . No se sabe nada sobre su vida, pero su obra puede fecharse a finales del siglo I, ya que ella hacía referencia a un estándar de peso que sólo estuvo en uso después del año 64 d. C., y se sabe que fue nombrada en otra obra titulada también Cosméticos por el médico Critón de finales del siglo I; de quién Galeno tomó sus citas de los escritos de Cleopatra. Por esto, la identificación de la reina egipcia Cleopatra VII (fallecida en el 30 a. C.) como autora de esta obra, realizada por algunos escritores antiguos (incluido Aecio), se considera incorrecta.  Sin embargo, se piensa que Cleopatra pudo haber usado este nombre como seudónimo en referencia a la reina Cleopatra. Se debe distinguir también de Cleopatra la Alquimista .
Los Cosméticos es un manual que ofrece consejos e instrucciones para preparar remedios para problemas como la caspa y la calvicie, dónde se ofrecen varias curas diferentes para cada uno de estos problemas. Estas curas empleaban una amplia variedad de plantas; productos líquidos como aceite, vino y vinagre; minerales como plomo y sodio; y productos animales, incluidos dientes de caballo asados, médula de ciervo y excrementos de ratón. Los fragmentos supervivientes también incluyen una receta de jabón perfumado, instrucciones para rizar y teñir el cabello y una lista de diferentes sistemas de pesos y medidas que se utilizan a lo largo del Mediterráneo. Por lo tanto, el manual parece estar dirigido a un público internacional de médicos, que podrían proporcionar tanto medicamentos como productos cosméticos, ya que ambos se basan principalmente en productos vegetales.

## Ginecología
También se atribuyen dos obras sobre ginecología a una autora llamada Cleopatra: la Gynaecia, una colección de recetas de curas para problemas ginecológicos, y la Pessaria, una lista de veinte pesarios . Ambos se conservan en versiones latinas, aunque el prefacio de Gynecia hace referencia a que fue traducido del griego. Es posible que las versiones griegas originales de estas obras también formaran parte de Cosméticos, y que esta obra, por tanto, tuviera un alcance más amplio de lo que sugiere su título, abarcando tanto la ginecología como la cosmética. 